# ميشال هورفاث
ميشال هورفاث (بالتشيكية: Michal Horváth)‏ هو مجدف تشيكي، ولد في 30 يونيو 1987 في براغ في التشيك.

## وصلات خارجية
- ميشال هورفاث على موقع الاتحاد الدولي للتجديف (الإنجليزية)
- ميشال هورفاث على موقع اللجنة الأولمبية الدولية (الإنجليزية)
- ميشال هورفاث على موقع أوليمبيديا (الإنجليزية)
- ميشال هورفاث على موقع اللجنة الأولمبية التشيكية (التشيكية)